# IMA Journal of Numerical Analysis
IMA Journal of Numerical Analysis is een internationaal, aan collegiale toetsing onderworpen wetenschappelijk tijdschrift op het gebied van de toegepaste wiskunde.
De naam wordt in literatuurverwijzingen meestal afgekort tot IMA J. Numer. Anal.
Het wordt uitgegeven door Oxford University Press namens het Britse Institute of Mathematics and its Applications (IMA).